# 安德魯·泰勒
安德魯·泰勒（英語：Andrew Taylor；1986年8月1日—）是一位英格蘭足球運動員。在場上的位置是左後衛。他也曾經效力于卡迪夫城。
。

## 外部連結
- 足球数据库：安德魯·泰勒的球员统计数据
- England FA profile